# Gallarati Scotti (famiglia)
La Casata dei Gallarati Scotti è una storica famiglia nobile originaria di Milano, le cui radici risalgono almeno al XIV secolo. Derivata dal patriziato milanese, acquisì progressivamente influenza politica, giuridica ed ecclesiastica nel Ducato di Milano, ottenendo nel 1465 il feudo di Cerano per meriti diplomatici alla corte sforzesca.
Nel XVIII secolo, il ramo principale della famiglia Gallarati unì il proprio casato con quello degli Scotti, già feudatari di Vedano al Lambro e Colturano, assumendo il doppio cognome Gallarati Scotti e ampliando il proprio patrimonio nobiliare. Nel 1828, grazie all'eredità della principessa Maria Teresa Spinola, ottenne dal Regno delle Due Sicilie i titoli di Principe di Molfetta e Duca di San Pietro in Galatina.
Tra XIX e XX secolo, la famiglia fu attiva anche nella vita culturale e politica dell'Italia unita, con personalità di rilievo come il cardinale Giovanni Filippo Gallarati Scotti, l'intellettuale Tommaso Gallarati Scotti e il politico Gian Giacomo Gallarati Scotti.

## Storia

### Origini
Il capostipite della famiglia Gallarati, Guidone, è attestato come membro del Consiglio Generale di Milano nel 1340, quando fu inviato dalla città presso papa Benedetto XII per ottenere l'assoluzione dall'interdetto ecclesiastico, imposto a causa del dominio di Matteo I Visconti.
Un suo nipote, Luigi Gallarati, fu anch'egli membro del Consiglio Generale e figura tra i maggiori contribuenti della città in età viscontea.

### XV secolo
Fra i membri più illustri della famiglia si distinse Pietro Gallarati, figlio di Giovanni, dottore utroque iure e valente diplomatico. Sostenitore della causa di Francesco Sforza, fu da questi ricompensato con il feudo di Cerano, nel Novarese. Nel 1465 fu incluso nella corte ducale milanese e divenne consigliere segreto del duca Galeazzo Maria Sforza, svolgendo missioni diplomatiche per conto del ducato presso la corte di Napoli, la Repubblica di Firenze e gli Este di Ferrara.
Nel 1479 fu incaricato di negoziare un trattato fra il ducato di Milano, Ferdinando I di Napoli, papa Sisto IV, Firenze ed Ercole I d'Este, ottenendo in ricompensa la cittadinanza onoraria fiorentina, trasmissibile ai suoi discendenti. Nel 1483 fu inviato a Ferrara per mediare tra Ludovico il Moro e il fratello Ascanio Sforza; nel 1480 organizzò le nozze tra Isabella d'Aragona e Galeazzo Maria Sforza.
Prima di abbandonare il ducato nel 1499, Ludovico il Moro investì Pietro dei feudi di Cassolnovo, Sant'Angelo Lomellina, Serpente, Nicorvo e del diritto padronale sulla prepositura di San Vittoriano di Cozzo.

### XVI secolo
Il figlio di Pietro, Filippo Gallarati, trascorse la giovinezza alla corte di Napoli, divenendo Capitano Generale dell’esercito regio. A sua volta, il figlio Gian Tommaso I (n. 1503) si distinse alla corte di Francesco II Sforza e fu inviato nel 1534 all'imperatore Carlo V per negoziare il matrimonio con la principessa Cristina di Danimarca. Nel 1538 fu nominato senatore del ducato di Milano. Partecipò alla spedizione contro i pirati di Tunisi e fu nominato governatore di Vercelli e Casalmaggiore, ottenendo il privilegio di inquartare nelle armi l’aquila imperiale (1544).

### XVII secolo
Gian Tommaso II (1572-1619), suo nipote, fu podestà di Cremona, senatore e membro dell'Accademia degli Inquieti, distinguendosi anche come poeta. Suo figlio Carlo Gallarati ottenne il 16 aprile 1647 da Filippo IV di Spagna l’elevazione del feudo di Cerano a marchesato.
Gian Tommaso III (1644-1716), figlio di Carlo, fu decurione milanese, capitano di giustizia e podestà di Cremona. Venne ufficialmente ascritto alla nobiltà napoletana per i servizi resi al regno. Sposò Maria Lucrezia Archinto, appartenente a una delle più eminenti famiglie del patriziato lombardo.

### XVIII secolo
Tra i figli di Gian Tommaso III, Carlo Giuseppe (1680-1725), fu marito di Anna Ghislieri, e padre di Gian Tommaso IV (1718-1783), vicario di provvisione, canonico e vescovo titolare di Paros. L’altro figlio, Giambattista (1720-1777), fu ciambellano imperiale e ricevette per testamento del patrigno, il conte Giovanni Battista Scotti, tutti i beni e feudi della famiglia Scotti (tra cui Vedano al Lambro e Colturano), a condizione di assumerne cognome e stemma. Da questa unione nacque la stirpe dei Gallarati Scotti.
Giambattista sposò Maria Teresa Spinola, figlia del principe Gianfilippo Spinola, che portò in dote i titoli di principe di Molfetta e duca di San Pietro in Galatina.

### XIX secolo
I figli di Giambattista si distinsero per carriera ecclesiastica e civile. Costanzo (1759-1840) fu ciambellano imperiale; Giovanni Filippo (1747-1819) fu nunzio apostolico a Firenze e Venezia e cardinale, mentre Gian Tommaso V (1757-1804) fu vescovo titolare di Lydda.
Carlo Gallarati Scotti (1775-1840), figlio di Giuseppe, ottenne nel 1816 la conferma imperiale dei titoli Gallarati e Scotti, e nel 1828 dal Regno delle Due Sicilie quelli della casa Spinola. Fu insignito del Toson d'Oro nel 1838.

### Epoca recente
Nel XX secolo la famiglia si distinse nel panorama culturale e politico italiano. Gian Giacomo Gallarati Scotti fu senatore, ministro e diplomatico. Suo fratello, Tommaso Gallarati Scotti, fu scrittore, critico e ambasciatore, nonché erede della celebre Villa Melzi d'Eril a Bellagio, ricevuta per via materna dalla famiglia Melzi d'Eril, a sua volta legata all'entourage napoleonico e ai circoli aristocratici lombardi di Milano, Monza e della Brianza.

## Signori di Cerano (1465-1647)
Il feudo di Cerano, situato nel Novarese, fu concesso alla famiglia Gallarati da Francesco Sforza attorno al 1465, come ricompensa per i servigi diplomatici di Pietro Gallarati, consigliere segreto e ambasciatore ducale. La signoria fu trasmessa in linea diretta fino alla sua elevazione a marchesato nel 1647 da parte di Filippo IV di Spagna, re di Spagna e duca di Milano.
- Pietro Gallarati, I signore di Cerano, consigliere e diplomatico alla corte sforzesca, investito del feudo intorno al 1465;
- Filippo Gallarati, II signore di Cerano, figlio del precedente, Capitano Generale delle truppe del Regno di Napoli;
- Gian Tommaso I Gallarati (n. 1503), III signore di Cerano, senatore del ducato di Milano e inviato imperiale presso Carlo V;
- Alfonso Gallarati, IV signore di Cerano, figlio del precedente;
- Gian Tommaso II Gallarati (1572–1619), V signore di Cerano, poeta e membro dell'Accademia degli Inquieti;
- Carlo Gallarati (1615–1679), VI signore di Cerano, elevato al titolo di I marchese nel 1647 da Filippo IV di Spagna.

## Marchesi di Cerano (1647-attuale) e conti di Colturano (XVIII secolo-attuale)
Il titolo di Marchese di Cerano fu concesso alla famiglia Gallarati Scotti con diploma del 16 aprile 1647 da Filippo IV di Spagna al senatore milanese Carlo Gallarati, per i servigi resi alla monarchia iberica nel ducato di Milano. A partire dal XVIII secolo si affiancò alla dignità marchesale anche quella di Conte di Colturano, derivata da acquisizioni ereditarie attraverso la linea Scotti.
- Carlo Gallarati (1615-1679), I marchese di Cerano, senatore e vicario di provvisione;
- Giovanni Tommaso Gallarati (1644-1715), II marchese di Cerano, figlio del precedente;
- Carlo Giuseppe Gallarati (1680-1725), III marchese di Cerano, figlio del precedente, decurione e giudice delle strade a Milano;
- Giovanni Battista Gallarati Scotti (1720-1777), IV marchese di Cerano, I conte di Colturano, erede dei beni e titoli della famiglia Scotti;
- Giuseppe Gallarati Scotti (1750-1786), V marchese di Cerano, II conte di Colturano, figlio del precedente;
- Carlo Giuseppe Gallarati Scotti (1775-1840), VI marchese di Cerano, III conte di Colturano, figlio del precedente e primo principe di Molfetta.

## Principi di Molfetta, duchi di San Pietro in Galatina (1828-attuale)
I titoli di Principe di Molfetta e Duca di San Pietro in Galatina furono concessi alla famiglia Gallarati Scotti con Regio Decreto del Regno delle Due Sicilie nel 1828, in virtù dell'eredità materna trasmessa da Maria Teresa Spinola, moglie di Giambattista Gallarati Scotti e figlia del principe Gianfilippo Spinola. I titoli sono trasmessi per primogenitura maschile in linea diretta e sono tuttora detenuti da un rappresentante della casata.
- Carlo Giuseppe Gallarati Scotti (1775-1840), I principe di Molfetta, I duca di San Pietro in Galatina, VI marchese di Cerano, III conte di Colturano, figlio di Giuseppe e primo titolare dei titoli spinoleschi;
- Tommaso Gallarati Scotti (1819-1905), II principe di Molfetta, II duca di San Pietro in Galatina, figlio del precedente;
- Gian Carlo Gallarati Scotti (1854-1927), III principe di Molfetta, III duca di San Pietro in Galatina, figlio del precedente;
- Tommaso Gallarati Scotti (1878-1966), IV principe di Molfetta, IV duca di San Pietro in Galatina, figlio del precedente, scrittore e diplomatico;
- Giovanni Carlo Gallarati Scotti (1920-2006), V principe di Molfetta, V duca di San Pietro in Galatina, figlio del precedente;
- Lodovico Gallarati Scotti (1923-2013), VI principe di Molfetta, VI duca di San Pietro in Galatina, figlio del precedente;
- Fulco Tommaso Gallarati Scotti (n. 1967), VII principe di Molfetta, VII duca di San Pietro in Galatina, figlio del precedente e attuale rappresentante della casata.

## Conti di Candia (1707)
Il feudo di Candia, situato in Lomellina, fu acquisito dalla famiglia Gallarati nel 1676 e detenuto in regime di signoria. Con il passaggio del territorio sotto la sovranità di Casa Savoia, il feudo fu elevato a contea con diploma del 1707, confermato alla famiglia Gallarati da parte del duca Vittorio Amedeo II di Savoia, poi re di Sicilia e Sardegna. Il titolo, trasmesso in linea maschile, fu detenuto da un ramo della famiglia fino al XIX secolo, quando passò in uso a membri della linea dei Gallarati Scotti, principi di Molfetta.
- Pietro Gallarati, I signore di Candia, investito del feudo nel 1676;
- Pietro Gallarati, I conte di Candia, creato tale nel 1707 con diploma sabaudo;
- Giovanni Carlo Gallarati Scotti (1854-1927), conte di Candia, figlio di Tommaso Gallarati Scotti, II principe di Molfetta;
- Gian Giacomo Gallarati Scotti (1886-1983), conte di Candia, figlio del precedente.